# 規模不感受性

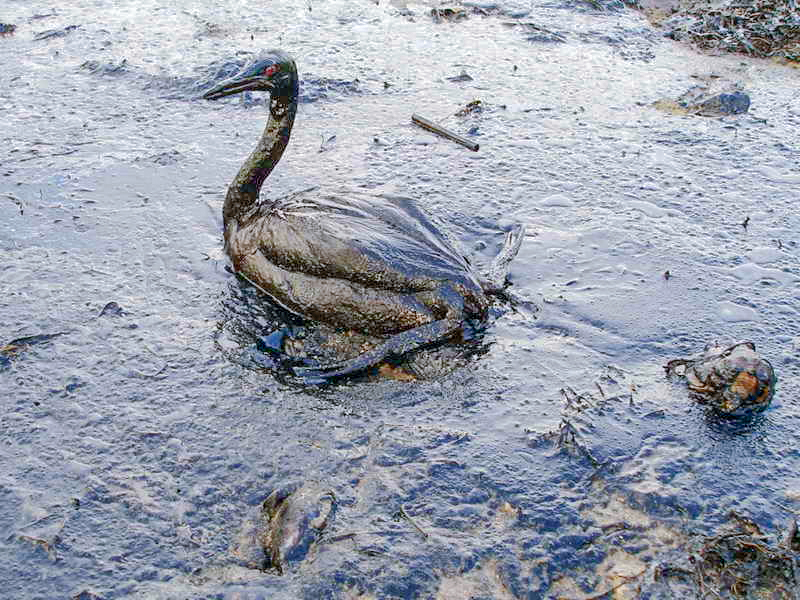
油漏れ後の油まみれの鳥

規模不感受性とは認知バイアスのひとつであって、問題の評価がその規模に応じて（すなわち乗算的に或いは比例的に関係して）評価されないときに生じるものである。規模不感受性は 拡大不感受性 （英語:  extension neglect）の特殊な形である。
一つの研究では、試験者は石油で覆われていない池から飛んでくる渡り鳥を石油で覆われた池の網で防ぐのに彼ら被験者が幾ら進んで支払うかを尋ねた。被験者は毎年2,000羽、20,000羽、200,000羽のどれかの渡り鳥が影響を受けたことを言われた、各々の被験者は順に彼らが進んで80ドル、78ドル、88ドルを支払うと答えた。損害を防ぐのに幾ら進んで支払うかの別の研究は範囲規模に対して対数的な関係もしくは無関係であるのを発見した。